# 原誠 (スペイン語学者)
原 誠（はら まこと、1933年(昭和8年)8月3日 - 2018年(平成30年)2月16日）は、日本のスペイン語学者、東京外国語大学・拓殖大学名誉教授。
東京生まれ。1956年東京外国語大学スペイン語学科卒業。1964年マドリード・コンプルテンセ大学哲文学部大学院博士課程修了、文学博士、東京外国語大学助教授、教授、1996年定年退官、名誉教授、拓殖大学教授、2004年定年、名誉教授。
2013年4月瑞宝中綬章受章。

## 著書
- 『スペイン語入門』岩波書店、1979
- 『スペイン語の第一歩』三修社、1980
- 『中南米のスペイン語』近代文芸社、1995
- 『言語学的文法構築の基本問題』近代文芸社、1998
- 『言語学的文法構築の方法』近代文芸社、2004
- 『スペイン語創出文法』近代文芸社 (発売)、2007

### 共編著
- 『スペインハンドブック』小林利郎、牛島信明、黒田清彦、エンリーケ・コントレーラス共編 三省堂、1982
- 『スペイン人が日本人によく聞く100の質問』小池和良共著 三修社、1989
- 『クラウン西和辞典』コントレーラス、寺崎英樹、秋山紀一、阿部三男、高垣敏博共編 三省堂、2005

### 翻訳
- E.マルティネルほか『レヴェル別スペイン語会話表現事典』江藤一郎共訳 三修社、1998

### 記念論文集
- 『原誠教授退官記念論文集』原誠教授退官記念論文集刊行委員会、1996

## 参考
- [ISBN 978-4-384-04446-1]
- 『現代日本人名録』2002年
- NHKラジオ スペイン語講座 講師、1970年代前半